# Gastón Revol
Gastón Revol (26 de novembro de 1986) é um jogador de rugby sevens argentino.

## Carreira
Gastón Revol integrou o elenco da Seleção Argentina de Rugbi de Sevens, na Rio 2016, que foi 6º colocada, sendo o capitão da equipe.